# Еді Макклерг
Еді Макклерґ (англ. Edie McClurg; нар. 23 липня 1951, Канзас-Сіті, Канзас, США) — американська стендап-комікиня, акторка, співачка та сценаристка.

## Життєпис
Кар'єра Макклерґ триває з 1976 року і станом на 2024 рік вона зіграла та озвучила 226 персонажів, написала сценарій до чотирьох фільмів і телесеріалів. Номінантка на премію «DVD Exclusive Awards» (2003) в номінації «Найкраща жіноча роль другого плану в прем'єрному фільмі на DVD» за роль бабусі Фремм з фільму «Король повітря. Повернення».

### Хвороба
1 лютого 2019 року стало відомо, що у Макклерґ деменція. Племінниця, двоюрідна сестра і друг Еді подали документи з проханням про збереження контролю над справами актриси. У документах йдеться про те, що неврологічні тести показали, що вона більше не може жити на самоті без сторонньої допомоги й особливо вразлива для неналежного впливу. Їхня безпосередня проблема пов'язана з давнім «другом чоловічої статі», який живе з Еді протягом декількох років. Згідно з документами, він раніше говорив про одруження з Еді. Сім'я і друзі Макклерґ не думають, що вона здатна реально оцінити їхні стосунки, та стверджують, що він ображав її й намагався змусити підписати документи про зміну її майнового стану. Вони просять суд призначити опікуном Еді її троюрідну сестру, актрису Анжеліку Кебрал.

## Вибрана фільмографія

### Фільми
- 1976 — Керрі
- 1983 — Містер мама
- 1986 — Вихідний день Ферріса Бюллера
- 1986 — Знову до школи
- 1987 — Літаком, потягом та автомобілем
- 1988 — Ельвіра — володарка темряви
- 1992 — Там, де тече річка
- 1994 — Природжені вбивці
- 1997 — Флаббер

### Телебачення
- 1980 — Шоу Девіда Леттермана
- 1985—1987 — Маленьке диво
- 1986 — Містер Бельведер
- 1986—1991 — Сімейка Гоґанів
- 1991—1992 — Клас Дрекселла
- 1992 — Розанна
- 1993 — Сайнфелд
- 1997 — Сабріна — юна відьма
- 1997 — Район Мелроуз
- 1998—1999 — Керолайн у великому місті
- 2001 — Малькольм у центрі уваги
- 1996—2006 — Сьоме небо
- 2008 — Ханна Монтана
- 2011 — Портландія

### Озвучування
- 1982 — Таємниця щурів
- 1984 — Снорки (мультсеріал)
- 1989 — Русалонька
- 1990—1993 — Світ Боббі (мультсеріал)
- 1992—1993 — Сімейка Аддамсів (мультсеріал)
- 1995—1998 — Життя з Луї (мультсеріал)
- 1998 — Життя комах
- 2002 — Великий рудий пес Кліффорд (мультсеріал)
- 1999—2000 — Дітки з класу 402 (мультсеріал)
- 1999—2004 — Ракетна міць (мультсеріал)
- 2004—2005 — Абсолютні шпигунки (мультсеріал)
- 2006 — Тачки
- 2011 — Тачки 2
- 2010—2012 — Ловися, рибко! (мультсеріал)
- 2012 — Ральф-руйнівник
- 2013 — Крижане серце
- 2020 — Сім'янин (мультсеріал)